# 적십자 표장

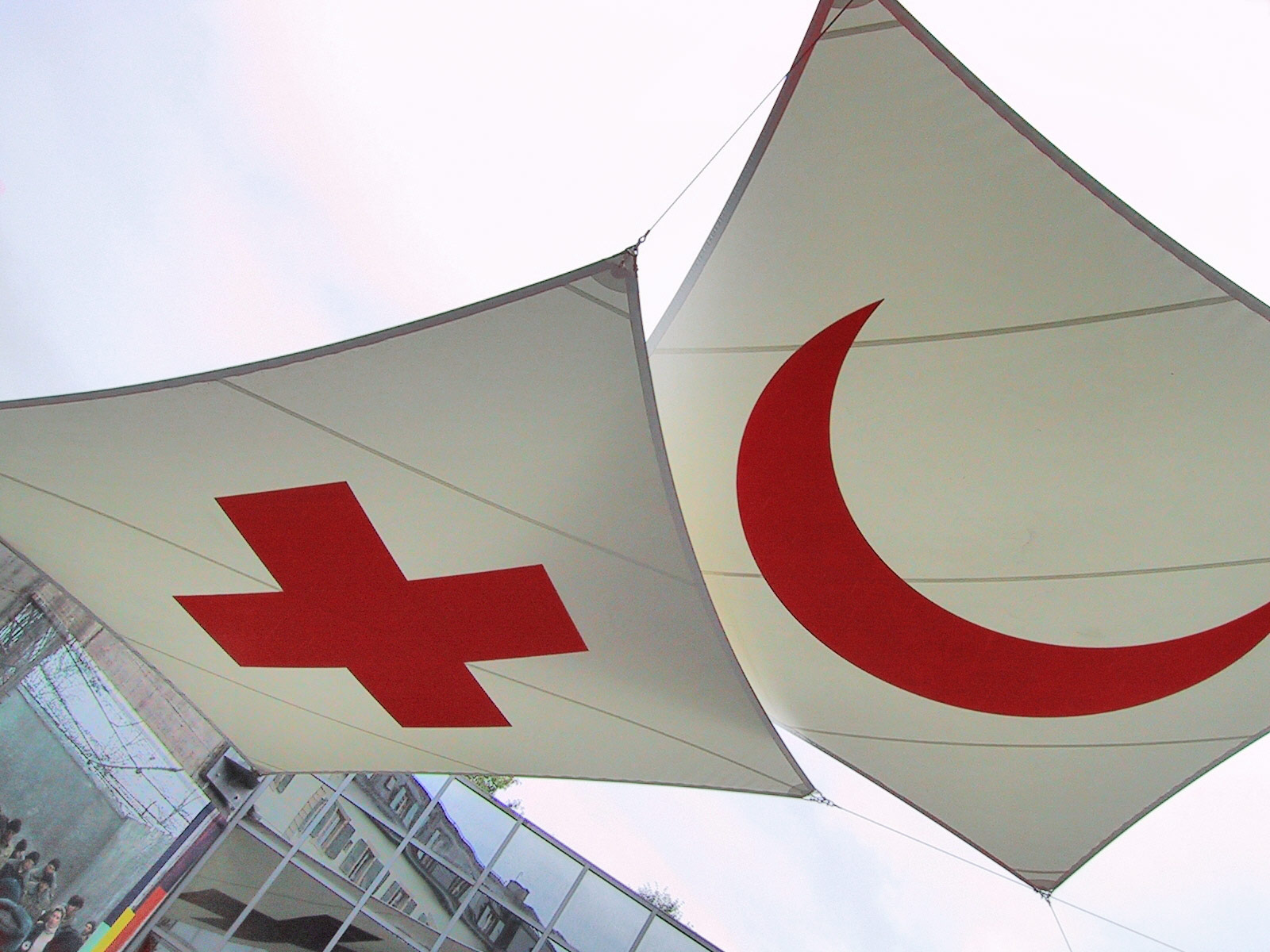
제네바 국제 적십자 적신월 박물관에 있는 적십자와 적신월 표장

적십자 표장(赤十字 標章, Red Cross Emblem)은 적십자가 임무 수행 중임을 표시하고 적십자 임무를 수행 중인 인원과 관련 시설, 차량 등을 보호하기 위해 생겨났다. 국제적십자·적신월운동의 효시인 국제 적십자 위원회(International Committee of the Red Cross, ICRC)가 탄생한 이듬해인 1864년부터 사용되기 시작했다.

## 제정 배경
전쟁터에서 탄생한 적십자는 삶과 죽음이 교차되는 치열한 전쟁터에서 적십자 본연의 임무 수행을 위하여 적십자의 인도주의적 임무를 수행하는 사람이나 대상에 대한 표시가 반드시 필요하게 되었고 이들을 보호할 국가 간의 협약이 필요하게 되었다.

## 적십자 표장의 지위와 효력
제네바 협약 (국제인도법 혹은 IHL)에는 적십자 표장을 달고 활동하는 사람이나 사물에 대한 어떠한 공격도 용납되지 않음이 법조문으로 명문화되어 있다. 이를 어겨 전쟁터에서 부상자, 포로, 민간인 등을 위해 적십자 표식을 하고 활동하는 적십자 요원 및 적십자 봉사원들에게 해를 입힐 경우 이 행위는 군인으로서 임무 수행이 부인되고, 전쟁이 끝난 후 범죄자로 기소되어 전범 재판을 받고 처벌을 받게 된다.
이와 같이 적십자 표장은 단순히 적십자를 표시하는 기능 외에 적십자 임무의 안전한 수행을 위한 보호적 기능을 동시에 갖고 있으므로 매우 중요한 표식이다. 그러므로 한국을 포함하여 제네바 협약 체결 당사국의 국내법에는 적십자 표장 사용에 관하여 법규로 제정되어 사용을 엄격히 제한하고 있다.

## 적십자 표장의 종류

국가별 표장
적십자 사회
적신월 사회
적수정 사회 (이스라엘 붉은 다윗의별)
적십자위원회 비회원
적십자 사회
적신월 사회

각 국가 혹은 지역의 정치적 상황과 종교적 특성의 차이로 인한 적십자를 나타내는 표시, 즉 적십자 표장은 아래와 같이 4개가 존재한다. 그러나 이 가운데‘적사자 태양’표장을 제외한 나머지 3가지 표장만이 실제로 사용되고 있다.
적십자 표장에는 적십자, 적신월(Red Crescent), 적수정(Red Crystal), 그리고 적사자 태양(Red Lion with Sun)이 있다. 이 가운데 이란에 의해 만들어진 적사자태양 표장을 현재 실제로 사용하는 국가는 없다.
적수정 표장은 2006년도에 공인되었으며 이스라엘의 적십자사인 마겐다비드아돔(MDA)이 실제 사용하고 있는 표장이다.
비록 적수정 표장이 공인되긴 하였지만 국제 적십자 운동을 표현하는 공식적인 명칭은 '국제 적십자·적신월 운동'(Internation Red Cross and Red Crescent Movement)라는 명칭을 쓰며, Red Crystal이라는 말은 넣지 않기로 하였다.

### 적십자
거의 대부분의 적십자 회원국에서 사용하고 있는 표장으로 빨간색 스위스 십자가 모양이며, 스위스 국기를 색 반전 시킨 것을 모티브로 사용하고 있다. 1864년부터 사용되기 시작하였다.

### 적신월
예수 그리스도를 상징하는 십자를 바탕으로 한 적십자 표장을 이슬람권에서는 받아들이기 어려웠기 때문에 1929년 제정된 표장이다. 튀르키예(터키) 국기인 월성기를 색 반전 시킨 것을 모티브로 사용하고 있다. 현재 33개국이 적신월 표장을 사용하고 있으며, 초승달의 기준은 당연히 이슬람 국가의 최대 성지인 메카의 방향을 기준으로 한다. 적신월이 바쁠때는 아슈라 무하람 기간이다.이때 자해대신 헌혈하는 시아파 무슬림들을 위해서 처리해야하기 때문이다

### 적수정
2006년부터 제정되었으며, 다른 표장에 비해 종교적 색채가 없으며, 현재는 기독교와 이슬람에 거부감이 있는 국가인 이스라엘만 쓰고 있다.

### 마겐다비드아돔 (붉은 다윗의 별)
이스라엘에서 유대교를 상징하기 위해 제정한 표장이다.

### 적사자 태양
이란에서 사용하기 시작하였으며, 현재 사용하지는 않으나 제네바 협약에 남아있다.(참고로 이란은 현재 적신월을 사용중이다.)

## 갤러리

적십자
적신월
적수정
붉은 다윗의 별
해와 붉은 사자
다윗의 별을 겸한 적수정
해와 적사자를 겸한 적수정
국제 적십자사·적신월사 연맹의 엠블럼

## 같이 보기
- 국제 적십자 위원회
- 국제 적십자·적신월 운동
- 대한적십자사